# Мукормикоз
Мукормикоз (Mucormycosis) животных (фикомикоз, мукороз) — хроническое заболевание, сопровождающееся развитием в лимфатических узлах лёгких гранулёматозных процессов или язв, некрозов, геморрагических инфарктов в желудочно-кишечном тракте.
Мукормикоз (Mucormycosis) людей, также известный как чёрный грибок или чёрная плесень — инфекция, вызываемая разнообразными видами грибов семейства мукоровые (Mucorales), включая роды мукор (Mucor), ризопус (Rhizopus), ризомукор (Rhizomucor). Наиболее частыми признаками болезни являются инвазивные некротические поражения в носу и на нёбе, вызывающие боль, лихорадку, орбитальный целлюлит с пироптозом и гнойные выделения из носа.

## Мукормикоз у животных[1]

### История
Впервые Лихтхейм в 1884 году и Линдт в 1886 году определили патогенность мукоровых грибов, полученных с плесневелого хлеба, при внутривенном введении их кроликам. Т. Смит в 1920 году выделил мукоровые грибы из пораженных тканей крупного рогатого скота. У поросят болезнь наблюдал Христиансен (1928 год), у норок — Мамберг и Джогенсон (1950 год).
Описаны случаи мукормикоза с поражением центральной нервной системы (1943 год). Болезнь установлена у собак, убойного скота (1955 год), морских свинок (1954 год). Саундерс в 1948 году изолировал гриб Lichtheimia из абсцессов лимфатических узлов свиней. При бранхиомикозе лошадей В. З. Черняк в одном случае выделил Mucor pusillus.
Мукормикозы встречаются по всему земному шару.

### Возбудители болезни
В качестве возбудителей описаны различные представители семейства Мукоровые (Mucorales), которые являясь сапрофитами, широко распространены в природе. Для животных особенно патогенны грибов рода Lichtheimia corymbifera, а также Rhizopus nigricans. В целом речь идёт о представителях четырёх родов Mucorales: Мукор (Mucor), Ризопус (Rhizopus), Абсидия (Absidia) и Мортиерелла (Mortierella).
Для мукоровых грибов характерен широкий ветвящийся несептированный мицелий. Культуры мукоровых грибов крупные, активно развиваются на искусственных питательных средах, колонии обычно серовато-белого, коричневого или бурого цвета. В местах скопления спорангиев культуры приобретают более тёмную окраску.
Мукоровые живут как сапробионты в окружающей среде и существуют на весьма различных органических материалах, в расщеплении которых они участвуют (например — полисахариды, целлюлоза), иногда проявляя протеолитическую активность. Вследствие свойственной им копрофагии чаще находятся там, где собираются экскременты животных, навоз. Из-за повсеместного распространения этих низших грибов создаются многогранные возможности для заражения человека и животных.

### Эпизоотология
К мукормикозу восприимчивы домашние, лабораторные и сельскохозяйственные животные, пушные звери, болеют также обезьяны и тюлени. При ослаблении общей резистентности организма, вызванного каким-либо заболеванием, представители разных видов семейства Мукоровые способны вызвать развитие микоза. Заражение происходит через дыхательные пути и пищеварительный тракт. Возникновению заболевания способствуют травматические повреждения кожи и слизистых оболочек. При широком распространении грибов во внешней среде ингаляторный путь заражения считается ведущим. Животные заболевают независимо от времени года, однако чаще мукормикоз регистрируют в тёплые месяцы при повышенной влажности воздуха.

### Течение и клинические проявления
У крупного рогатого скота чаще встречается лёгочная форма, как правило, у животных больных туберкулёзом. Данный микоз может сопровождаться поражением желудочно-кишечного тракта на фоне остро протекающей диареи с примесью крови в фекалиях и атонией. У собак могут отмечаться судороги. Типичные клинические признаки отсутствуют, и диагноз обычно подтверждают после вскрытия и проведения микологических исследований.

### Патологоанатомические признаки
При патологоанатомическом вскрытии обнаруживают поражение лимфатических узлов и лёгких. Лимфатические узлы увеличены, с признаками казеозного распада.

### Диагностика и дифференциальная диагностика
Диагноз базируется на микроскопическом исследовании патологического материала и получении чистых культур. Важное значение имеют данные патологоанатомического и гистологического исследований. Серологические, аллергические пробы пока не нашли диагностического значения. С целью диагностики и выяснения патогенности мукоровых грибов биопробу ставят путем экспериментального заражения кроликов, морских свинок, мышей.
Кролики погибают через 15—20 дней после внутривенного заражения. Падёж мышей отмечают через 5—15 дней. Чаще всего обнаруживают поражение почек, реже — печени, сердца, селезёнки. Интенсивный рост гриба в почках обусловливает развитие множественных абсцессов и некроз эпителия канальцев. Иногда наблюдают образование грануляционной опухоли, представляющей собой обширное разрастание грануляционной ткани.
При дифференциальной диагностике прежде всего необходимо иметь в виду другие плесневые микозы. В отличие от аспергилл и возбудителей пеницилломикоза мицелий мукоровых грибов не септирован и значительно шире. Весьма характерным также является различная ширина нити на её протяжении, чего нет у аспергилл, пеницилл и представителей рода Candida.

### Профилактика и меры борьбы
Для предупреждения заболевания следует соблюдать ветеринарно-санитарные требования по содержанию животных и уходу за ними. Проводить ветеринарно-санитарный контроль кормов, особенно комбикормов, зерноотходов, отрубей и других продуктов переработки зерна. Нельзя скармливать животным плесневелые и подверженные самосогреванию корма. Необходимо регулярно проводить текущую дезинфекцию щелочным раствором формальдегида, содержащим 2 % формальдегида и 1 % гидроксида натрия.
Препараты - изавуконазол.
Обязательными условиями успешного лечения мукормикоза являются своевременная диагностика и ранняя противогрибковая терапия препаратами, активными в отношении грибов Mucorales.

## Осложнение COVID-19
Во время пандемии COVID-19 в Индии болезнь становится ещё одной важной проблемой в области здравоохранения. Мукормикоз, связанный с COVID-19 был признан эпидемией в Индии, и каждый случай развития осложнения требовал уведомления. Правительство Индии сообщило, что по состоянию на 25 мая 2021 года более 11 700 человек получали лечение от мукормикоза. Многие индийские СМИ назвали его «чёрным грибком» из-за того, что на мёртвых и отмирающих тканях образовываются чёрные струпья, вызванные грибком. Ещё до пандемии covid-19 уровень заболеваемости мукормикозом в Индии, по оценкам, был примерно в 70 раз выше, чем в остальном мире. Из-за быстро растущего числа случаев заболевания правительства многих штатов Индии объявили эпидемию мукормикоза .
Во время пандемии COVID-19 в Индии в 2020/21 году было зарегистрировано несколько случаев мукормикоза, аспергиллеза и кандидоза, связанных с иммуносупрессивным лечением COVID-19. В одном обзоре в начале 2021 года, посвященном связи мукормикоза и COVID-19, сообщалось о восьми случаях мукормикоза; трое из США, двое из Индии и по одному случаю из Бразилии, Италии и Великобритании. Самым распространенным заболеванием был диабет. Большинство из них находились в больнице с серьезными проблемами дыхания из-за COVID-19, после выздоровления у них развился мукормикоз через 10—14 дней после лечения от COVID-19. У пяти были аномальные поражения почек, у трёх — пазухи, глаза и мозг, у трех — лёгкие, у одного — желудочно-кишечный тракт, а у одного заболевание было широко распространено. В двух из семи случаев мукормикоз был диагностирован при вскрытии. Эти трое не имели традиционных факторов риска, что заставило авторов усомниться в возможности использования стероидов и иммунодепрессантов. В обзоре проблем с глазами, связанных с COVID-19, сообщалось, что мукормикоз, поражающий глаза, возникает в течение нескольких недель после выздоровления от COVID-19.
Среди других пострадавших стран были Пакистан, Непал и Бангладеш. Болезнь также появилась в России, Уругвае, Парагвае, Чили, Египте, Иране, Бразилии и Ираке. Одним из объяснений того, почему эта болезнь так распространена в Индии, является высокий уровень заражения COVID и высокий уровень диабета. В мае 2021 года Индийский совет медицинских исследований выпустил руководство по распознаванию и лечению мукормикоза, связанного с COVID.